# Vertrauensbildende Verteidigung
Vertrauensbildende Verteidigung (Englisch: confidence-building defense) ist eine militärische Konzeption, die in den 1980er Jahren entwickelt wurde, um zu einer Entschärfung im damaligen Ost-West-Konflikt beizutragen. Sie steht für eine Denkrichtung betonter konventioneller Defensive.

## Konzeption
Sie geht auf Arbeiten von Lutz Unterseher im Rahmen der europäischen Studiengruppe Alternative Sicherheitspolitik (SAS) sowie der Amerikaner Carl Conetta und Charles Knight zurück (Project on Defense Alternatives/PDA). Die Grundidee ist es, auf die Defensive spezialisierte, leichte Netzstrukturen zu schaffen, die beweglichen, schlagkräftigen Eingreifelementen als Kräfteverstärker dienen. Wegen der damit gegebenen synergetischen Beziehung können die angriffstauglichen Eingreifelemente wesentlich kleiner dimensioniert werden, als es sonst der Fall wäre. Außerhalb des Netzes hätten sie daher nur geringe Wirkungschancen. Für dieses System, das der niederländische Physiker Egbert Boeker „Spinne-im-Netz“ genannt hat, werden beträchtliche Vorteile gesehen: Abbau von Bedrohungsängsten beim militärischen Gegenüber und zugleich ein flexibler, standfester Eigenschutz. Damit ergibt sich eine doppelte Funktion: Vertrauensbildung nach außen, und damit eine Einladung zur Abrüstung, sowie zugleich Vertrauensbildung nach innen, da der eigenen Bevölkerung eine verlässliche Verteidigung geboten wird.
Über die terrestrische Dimension hinaus konnten auch konkrete Anwendungen des Spinne-im-Netz-Modells auf die Bereiche von See- und Luftstreitkräften vorgelegt werden. Zudem wurden die Vorteile betonter Defensive in ihren historischen Bezügen sowie auch im Hinblick auf den Anspruch universeller Geltung diskutiert. Einen Hinweis auf die politische Relevanz dieser Denkschule liefert der amerikanische Politikwissenschaftler Matthew Evangelista. Nach seiner Erkenntnis wurde Andrej Kokoschin, enger Berater Michail Gorbatschows und Ideengeber für dessen Maßnahmen der Abrüstung durch defensive Umrüstung, durch die Konzeption der Vertrauensbildenden Verteidigung wesentlich inspiriert.